# Giorgio Sacerdoti

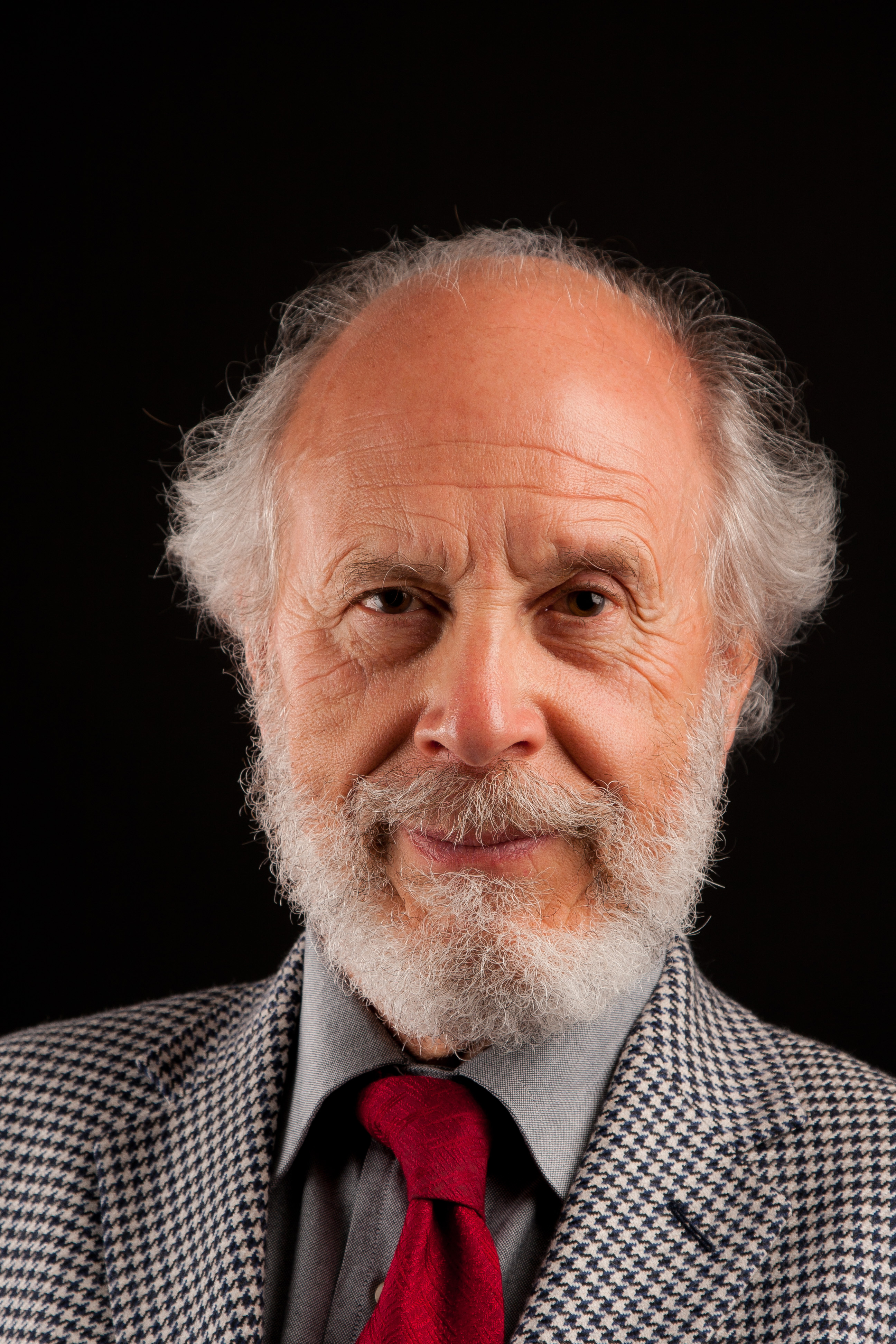
Prof.Giorgio Sacerdoti

Giorgio Sacerdoti (Nice, 1943) é doutor em direito pela Universidade estatal de Milão, tendo realizado master em Direito Comparado na Escola de Direito da Universidade de Columbia, em Nova Iorque no ano de 1997.
É professor catedrático de Direito Internacional na Universidade Luigi Bocconi de Milão, assim como titular da Cátedra Jean Monnet de direito europeu na mesma universidade. Foi professor titular de Direito internacional nas Universidades estatal de Milão, de Bérgamo, de Bari e de Urbino, e professor visitante no Aspen Institute (1985) e no Institut des Hautes Etudes Internationales da Universidade de Paris (1987). Ministrou conferências na Academia de Direito internacional da Haia, na Holanda (1994) e foi coordenador do Programa de Doutorado em "Direito internacional Econômico" na Universidade Luigi Bocconi e advogado junto à Suprema Corte italiana a partir de 1979.
Foi vice-presidente do Comitê da OCDE sobre a luta à corrupção internacional (1989-2001), membro e Presidente do Órgão de Apelação da Organização Mundial do Comércio (OMC) de 2001 a 2009.

## Obra e influência
Aluno direto de Piero Ziccardi, faz parte do grupo de internacionalistas conhecido como "Escola de direito internacional de Milão", conjuntamente com Fausto Pocar, Gabriella Venturini, Manlio Frigo, Bruno Nascimbene, Riccardo Luzzatto, Alberto Santa Maria, Tullio Treves.[carece de fontes?]
Entre as suas principais obras, se destacam:
- "Il diritto delle Comunità europee nell'ordinamento giuridico italiano", 1967;
- "I contratti tra Stati e stranieri nel diritto internazionale", 1972;
- "Diritto internazionale dell'economia" (com Paolo Picone), 1982, 1983 e 1986;
- "Liberalization of Services and Intellectual Property in the Uruguay Round of GATT", Fribourg, 1991;
- "La Convenzione di Roma sulla legge applicabile ai contratti internazionali", (com Manlio Frigo), 1993;
- "Regionalismo economico e sistema globale degli scambi" (com Sergio Alessandrini), 1994;
- "Diritto e Istituzioni della Nuova Europa", 1995;
- "La liberalizzazione multilaterale dei servizi" (com Gabriella Venturini), 1997;
- "The WTO Appellate Review", in Int. Trade and the GATT/WTO Dispute Settlement System, 1997;
- "Bilateral Treaties and Multilateral Investments on Investment Protection", vol. 269, Hague Academy, 1998;
- "La Carta europea dei diritti fondamentali", Università Luigi Bocconi, 2000, em inglês in Columbia J. European Law, 2002;
- "Il commercio elettronico, profili giuridici e fiscali internazionali" (con G. Marino), Milano, EGEA, 2001;
- "Illicit Payments and Foreign Investments", Unctad, 2001;
- "Responsabilità d'impresa e strumenti internazionali anticorruzione - Dalla Convenzione OCSE 1997 al Decreto 231/2001", Milano, EGEA, 2003;
- "Investment Arbitration under ICSID and UNCITRAL Rules", in Foreign Investment L.J., 2004.